# Adalbertstraße 14 (München)

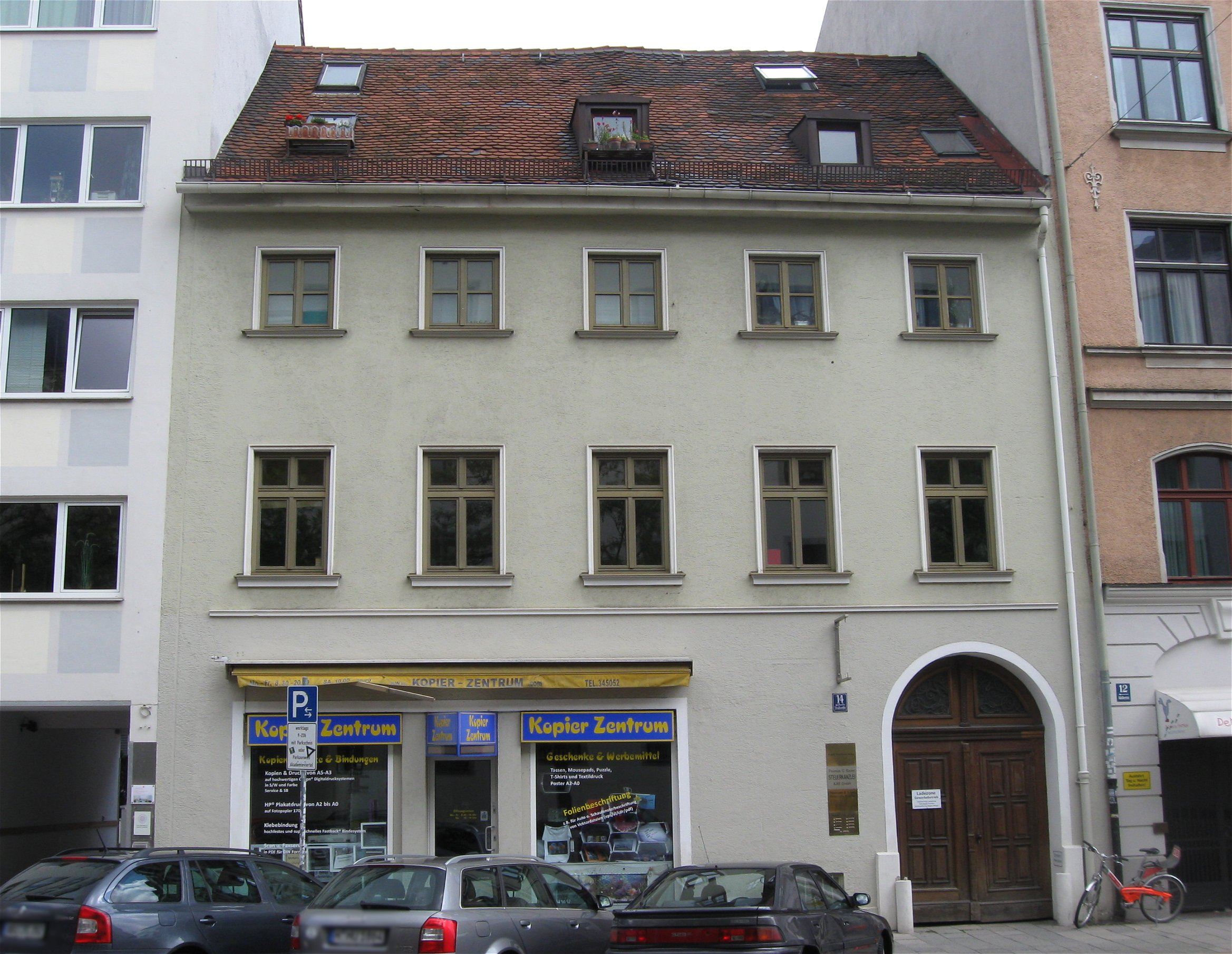
Haus Adalbertstraße 14 in München

Das Gebäude Adalbertstraße 14 im Stadtteil Maxvorstadt der bayerischen Landeshauptstadt München ist ein geschütztes Baudenkmal.
Das dreigeschossige Mietshaus wurde um 1827/30 vom Architekt Friedrich Schöpke errichtet. Es ist das letzte Gebäude der ursprünglichen Bebauung der Adalbertstraße, die aus einer geschlossenen Reihe von 13 dreigeschossigen Vorstadthäusern bestand. An der östlichen Seite befindet sich eine rundbogige Durchfahrt. 
Die Podesttreppe mit Holzgeländer erschließt zwei Wohnungen je Stockwerk. Die klassizistische Fassade wurde bei Renovierungen vereinfacht. Im Jahr 1897 erfolgte der Einbau des Ladengeschäfts im Erdgeschoss. Der rückwärtige Flügel wurde durch einen Luftangriff am 20. September 1942 zerstört.